# Ultzamaldea
Ultzamaldea (qui pourrait se traduire zone autour d'Ultzama en basque) est une comarque et une sous-zone (selon la Zonification Navarre 2000) de la communauté forale de Navarre (Espagne), située dans la zone Nord-Ouest. Cette comarque est composée par 9 communes et fait partie de la mérindade de Pampelune.

## Géographie
La comarque se situe dans la partie nord de la communauté forale de Navarre dans la zone géographique appelée Montagne de Navarre et qui traversée par le cours de la rivière Ulzama. La comarque une superficie de 401.1 km² et est limitée au nord avec les comarques Malerreka et du Baztan, à l'est avec celle d'Auñamendi, au sud avec le Bassin de Pampelune et à l'ouest avec celle de Leitzaldea.

## Municipalités
La comarque de Baztan est formée par 9 communes dans le tableau ci-dessous (données population, superficie et densité de l'année 2009 selon l'I.N.E.:
| Municipalité | Population | Superficie | Densité |
| ------------ | ---------- | ---------- | ------- |
| Anue         | 369        | 61,45      | 6       |
| Atetz        | 245        | 26,33      | 9,3     |
| Basaburua    | 851        | 83,08      | 10,24   |
| Ezcabarte    | 1 661      | 34,16      | 48,62   |
| Imotz        | 446        | 42,50      | 10,49   |
| Lantz        | 113        | 16,88      | 6,69    |
| Odieta       | 338        | 24,09      | 14,03   |
| Oláibar      | 224        | 15,99      | 14,01   |
| Ultzama      | 1 663      | 96,44      | 17,24   |

### Sources
- (es) Cet article est partiellement ou en totalité issu de l’article de Wikipédia en espagnol intitulé « Ultzamaldea » (voir la liste des auteurs).